# Яхранка
Яхранка (пол. Jachranka) — село в Польщі, у гміні Сероцьк Леґьоновського повіту Мазовецького воєводства.
Населення — 784 особи (2011).
У 1975-1998 роках село належало до Варшавського воєводства.

## Назва
Назва, ймовірно, походить від топографічних особливостей ⇒ Нехронка (місце, що не передбачає військового укриття, необоронне місце).

## Демографія
Демографічна структура станом на 31 березня 2011 року:
|          | Загалом | Допрацездатний вік | Працездатний вік | Постпрацездатний вік |
| -------- | ------- | ------------------ | ---------------- | -------------------- |
| Чоловіки | 381     | 86                 | 267              | 28                   |
| Жінки    | 403     | 80                 | 251              | 72                   |
| Разом    | 784     | 166                | 518              | 100                  |